# Чезаро
Чезаро (итал. Cesarò) је насеље у Италији у округу Месина, региону Сицилија.
Према процени из 2011. у насељу је живело 2345 становника. Насеље се налази на надморској висини од 1145 м.

## Становништво
Према резултатима пописа становништва 2011. у општини је живело 2.572 становника.
| 1936. | 1951. | 1961. | 1971. | 1981. | 1991. | 2001. | 2011. |
| ----- | ----- | ----- | ----- | ----- | ----- | ----- | ----- |
| 4.596 | 5.611 | 5.187 | 4.321 | 3.100 | 3.280 | 2.815 | 2.572 |